# NGC 7313
NGC 7313 is een balkspiraalstelsel in het sterrenbeeld Zuidervis. Het hemelobject werd op 24 september 1864 ontdekt door de Duitse astronoom Albert Marth.

## Synoniemen
- ESO 533-52
- PGC 69242